# Klepp

Klepp község elhelyezkedése Rogaland megyében.

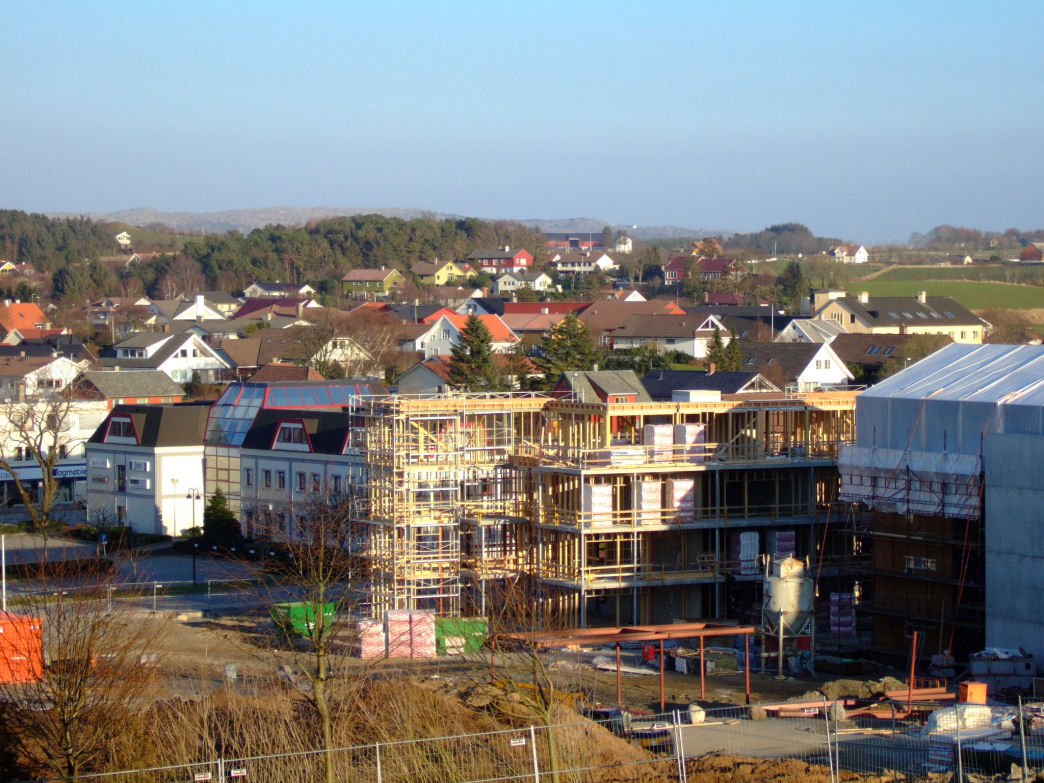
Klepp központja, 2007. március 31.

Klepp község címere.

Klepp község (norvegül kommune) Norvégia délnyugati részében, Rogaland megyében (fylke).
Területe 102,6 km2, népessége 16 350.
Klep egyházközség 1838. január 1-jén lett község (lásd: formannskapsdistrikt).
A Jæren hagyományos régióhoz tartozó Klepp nyílt, sík, megművelt vidék. Legmagasabb pontja, a Tinghaug 102 méterrel fekszik a tengerszint felett. Nyugaton hosszú homokos tengerpartjai vannak.
Közigazgatási központja Kleppe (vagy Kleppekrossen), a község területének közepén. Kleppe körül gyorsan nő a népesség, többnyire családi házak épülnek itt, de apartmanházak is. Kleppe áruháza a Jærhagen.
Klepp sportklubjának női futballcsapata a norvég első vonalban játszik. A női válogatott csapatkapitánya, Ane Stangeland Horpestad a Klepp játékosa.

## Neve
Az egyházközség a régi Klepp birtokról (óészaki Kleppr) birtokról kapta a nevet, ahol az első templom épült. A név azonos volt a „sziklás domb” jelentésű kleppr szóval. 1912 előtt helyesírása Klep volt.

## Címere
Címerét 1972. február 18-án kapta. Azt a nagy, 1000 körül készült kőkeresztet ábrázolja, amely Klepp községben, Krosshaug dombjan áll, és ami valószínűleg a legrégebbi ilyen kereszt Norvégiában.

## Története
Az emberi megtelepedés legkorábbi nyomai i. e. 6. évezred környékére datálhatók a községben. Abban az időben a vidéket nagy tölgyerdők borították.
A Tinghaug szomszédságában van a Korsohhaug domb, ahol az 1000 körül készült kereszt áll. A Vaskorban ez évszázadokig egy helyi ting (gyűlés) helyszíne volt.

## Földrajza
A község Stavangertől 25 kilométerre délre helyezkdeik el. Szomszédai délen Hå község, délen és keleten Time község, északra pedig Sola és Sandnes.
A tengerpart mezőgazdasági terület, az itt elterülő vidékek délről északra Orre, Reve, Bore és Sele.

## Közlekedés
Kleppen fut keresztül a Frøylandsvatnet tó mentén a Jærbanen vasút. A vasútállomás körül épült a Kleppétől 3 kilométerre keletre fekvő Klepp stasjon falu.

## Gazdasága
Klepp Rogaland második legfontosabb mezőgazdasági községe. A kleppi Øksnevadban van a Kverneland ASA, a világ egyik legjelentősebb mezőgazdasági gép gyártó cége központja.

## Külső hivatkozások
- Municipal fact sheet from Statistics Norway
- Pictures from Klepp